# Імадува (підрозділ окружного секретаріату)
Підрозділ окружного секретаріату Імадува — підрозділ окружного секретаріату округу Галле, Південна провінція, Шрі-Ланка. Складається з 43 Грама Ніладхарі.